# Jefferson Hills
Jefferson Hills é um distrito localizado no estado norte-americano da Pensilvânia, no Condado de Allegheny.

## Demografia
Segundo o censo norte-americano de 2000, a sua população era de 9666 habitantes.
Em 2006, foi estimada uma população de 9620, um decréscimo de 46 (-0.5%).

## Geografia
De acordo com o United States Census Bureau tem uma área de 43,0 km², dos quais 42,9 km² cobertos por terra e 0,1 km² cobertos por água.

## Localidades na vizinhança
O diagrama seguinte representa as localidades num raio de 8 km ao redor de Jefferson Hills.